# Juli Cels (historiador)
Juli Cels (en llatí Iulius Celsus) fou un erudit grec del segle vii que va viure a Constantinoble.
Va fer una crítica dels Comentarii de Juli Cèsar on s'anomena ell mateix Julius Celsus Vir Clarissimus et Comes o Julius Celsus Constantinus V. C. legi. Alguns autors l'han fet autor d'una Vida de Cèsar, però s'ha demostrat que en realitat era una obra de Petrarca.